# Elena Tsiplakova
Elena Tsiplakova (rus: Елена Октябревна Цыплакова) (Leningrad, 13 de novembre de 1958) és una directora de cinema i actriu russa.

## Vida privada
Per primera vegada, Tsiplakova es va casar amb un company del Teatre Mali anomenat Serguei, un graduat de l'escola Xtxepkin. El registre del matrimoni va tenir lloc a Riga, on el Teatre Mali estava de gira. Els testimonis foren l'actor Boris Galkin i l'actriu Irina Petxernikova. El matrimoni va durar menys d'un any. Va estudiar a la mateixa classe amb Marina Levtova i la va portar a la interpretació, després es va convertir en actriu de cinema
Després d’una llarga relació a principis dels anys 80 va connectar Tsiplakova amb la seva parella al teatre Mali, Vitali Solomin. El 1984, Tsiplakova es va casar amb el dentista Serguei Maksimovitx Lipets. La parella va viure junts durant més de deu anys.
El 2005, es va casar per tercera vegada amb Pavel Xtxerbakov. No té fills.

## Filmografia
Com a directora
- Na tebia upovaiu (На тебя уповаю, 1992)[3][4]
- Kamixovi rai (Камышовый рай, 1990)

Com a actriu
- Ne bolit golova u jatla (1974)
- Nenavist (1977)
- Sikolni vals (1978)
- Mi iz jaza (1983

## Premis
Va participar en la secció Zabaltegi-Nous Realitzadors al Festival Internacional de Cinema de Sant Sebastià 1990, on va guanyar el Premi Kutxa per Nous Realitzadors.